# La maldición del padre Cardona
La maldición del padre Cardona es una película de 2005, cuyo género es la comedia. 

## Sinopsis
Cuenta la historia del joven Padre Gerónimo (Anthony Álvarez), quien viene a presidir una pequeña iglesia en una curiosa y poco común comunidad de República Dominicana donde curiosamente sucede un poco de todo. La vida del cura se complica cuando la bella Flor (Zoé Saldaña) queda locamente enamorada del cura y hace todo lo posible para conquistarlo. Un día se mete a un granero con el padre y es amarrada por algunos habitantes del pueblo, quienes ven a Flor como una sirviente de Satanás que quiere corromper al cura. Cardona, tratando de rescatarla, se ve en una embarazosa situación con Flor: entre tramas y enredos Cardona sale casi ileso de todo el alboroto.

## Elenco
- Zoé Saldaña (Flor)
- Anthony Álvarez (Padre Gerónimo)
- Freddy Beras Goico (Don Eligio Vargas)
- Koldo (Padre Cardona)
- Verónica López (Tulia)
- Raymond Pozo (Cachica)
- Milagros Germán
- Richard Douglas
- Carlota Carretero
- Lidia Ariza
- Flor de Bethania Abreu